# Mexentypesa chiapas
Mexentypesa chiapas is een spinnensoort in de taxonomische indeling van de bruine klapdeurspinnen (Nemesiidae).
Mexentypesa chiapas werd in 1987 beschreven door Raven.